# Альфред Слоун
Альфред Прічард Слоун або Слоан (англ. Alfred Pritchard Sloan Jr. 23 травня 1875, м. Нью-Хейвен, Коннектикут — †17 лютого 1966, м. Нью-Йорк) — президент і генеральний директор автомобільної корпорації General Motors в 1923—1937 роках.
Як і Генрі Форда, іншого «голову» автомобільного колоса, Слоуна сьогодні згадують зі складною сумішшю захоплення його досягненнями, вдячності за його філантропію та занепокоєння чи докору щодо його поведінки у міжвоєнний період та під час Другої світової війни.

## Біографія
А. Слоун народився в сім'ї заможного торговця чаєм. У 1895 році закінчив Массачусетський технологічний інститут.
У 1899 році батько Слоуна з компаньйоном придбали невеликий шарикопідшипниковий завод Hyatt Roller Bearing Company в Ньюарку (штат Нью-Джерсі), на якому Альфред працював після інституту, і зробили його генеральним директором.
У 1916 році президент General Motors Вільям К. Дюрант запропонував Слоуну об'єднатися, і через два роки Слоун увійшов в директорат корпорації. У 1923 році акціонери призначили Слоуна президентом компанії, поставивши перед ним завдання створити ефективний централізований менеджмент в такій багатодивізіональній структурі.
Під його керівництвом General Motors з початку 30-х років XX-го століття стала лідером американського автомобілебудування.
Після того, як А. Слоун залишив посаду президента через прогресування глухоти, він займав пост голови ради директорів General Motors.
Засновник благодійної організації Фонд Альфреда Слоуна.
Слоун помер від серцевого нападу в 1966 році у віці дев'яноста років.

## Роль в менеджменті
Прихильник наукової організації праці (тейлоризму). Вперше запровадив в автомобільну промисловість так зване «плановане застарівання товару» і «позиціонування брендів». Слоун налагодив роботу величезної дилерської мережі General Motors по всій Північній Америці. Організаційна схема General Motors, розроблена під керівництвом Слоуна, вважається класичною.
Основним принципом структурної політики Слоуна в General Motors був принцип децентралізації.
Розроблена ним структура передбачала створення досить автономних щодо загального керівництва компанії відділень. Керівник відділення наділений всією повнотою влади і відповідальний за ефективну діяльність свого підрозділу. Компанія складається з декількох відділень, що випускають одну марку автомобіля. Очолює компанію колективний орган — Рада директорів, до якої входять всі керівники відділень. Центральний апарат відповідає за призначення керівників, рівень їх кваліфікації, розподіл ресурсів, фінансову політику, стратегію збуту, наукові дослідження. Таким чином, незважаючи на надану відділенням самостійність в здійсненні оперативної діяльності, адміністрація жорстко контролює свої підрозділи щодо стратегії розвитку, науково-дослідних розробок, інвестицій і т. д. Виникає поєднання централізованої координації з децентралізованим управлінням, причому підрозділи компанії конкурують швидше один з одним, ніж з іншими виробниками.
Перебудова структури і значне розширення асортименту продукції, що випускається, дозволило Слоуну перейти до захоплення жорсткого, але прибуткового ринку дешевих автомобілів. General Motors не збиралася створювати таку ж за якістю машину, яка б коштувала так само дешево, як «Ford». Слоун запропонував споживачеві кращу машину, більш високої якості, вартість якої була на рівні з вартістю «Ford», що відволікло споживачів від моделі, яка тоді вважалась універсальнішою.
Успіх «General Motors» довів життєздатність децентралізованої структури. До кінця 70-х рр. XX ст. її ринкова частка в США перевищувала 45 % в порівнянні з відносно непомітними 12 % в 20-х рр., коли Слоун став біля керма корпорації.
Слоун вважав, що у менеджерів вищого рівня є три функції: приймати рішення про стратегію компанії, визначати її структуру і вибирати системи контролю. Причому, вироблення стратегії — це найголовніше, і тільки потім організації повинні обрати найбільш ефективну структуру, яка дозволить її реалізувати.
Децентралізована організаційна структура, запропонована Альфредом Слоуном для General Motors, викликала дуже великий інтерес і швидко поширилася по всьому індустріальному світі.
Слоун активно займався благодійною діяльністю. У розпорядження заснованого фонду він ще за життя передав 305 мільйонів доларів.
У 1964 році його ім'ям була названа школа менеджменту Массачусетського технологічного інституту, якій він надавав спонсорську допомогу.
Музей Альфреда П. Слоана, який демонструє розвиток автомобільної промисловості та галерей подорожей, розташований у Флінті, штат Мічиган.

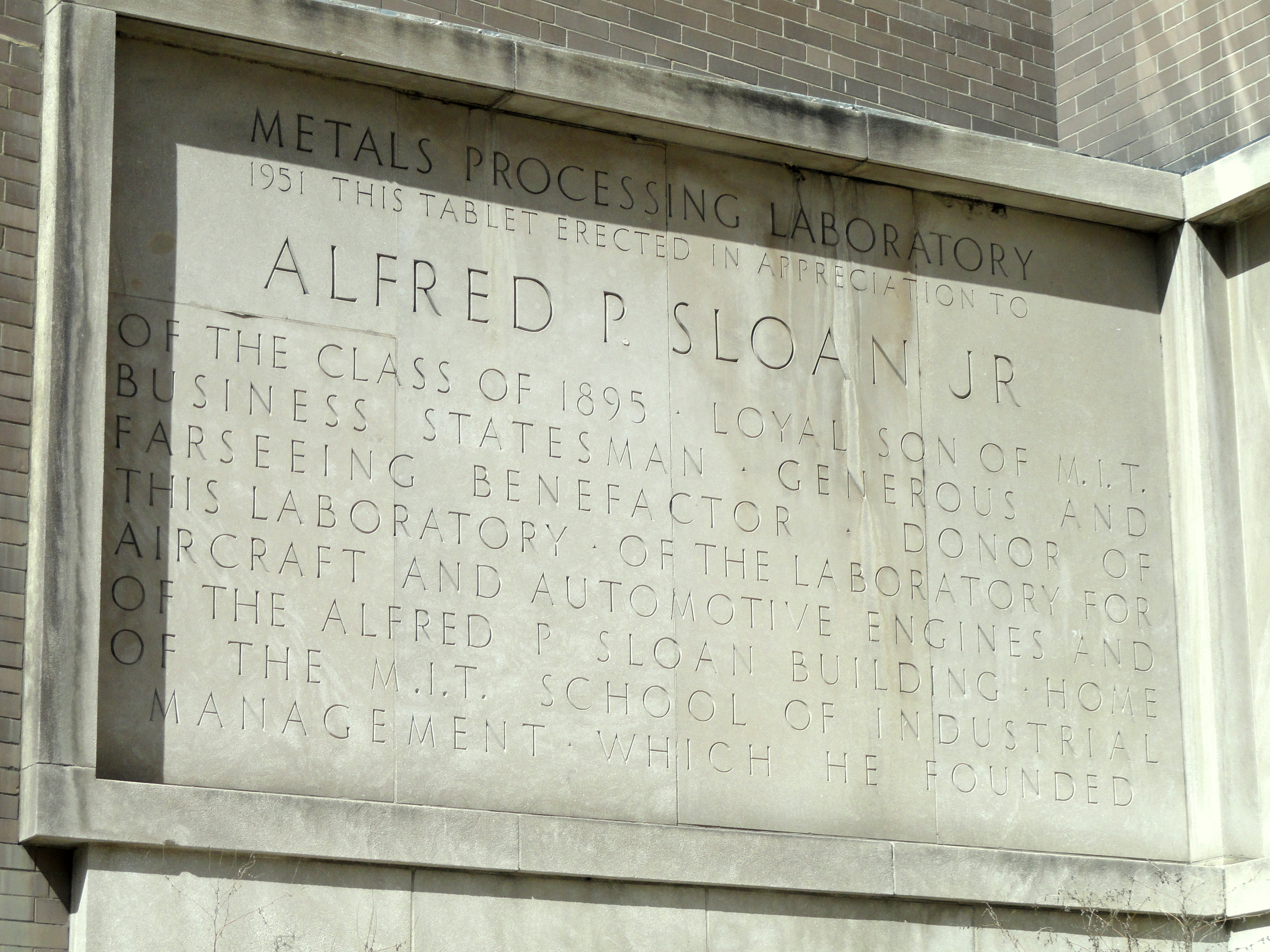
Metals Processing Laboratory, MIT — DSC00266

## Основні праці
- Sloan, Alfred P. (1964), McDonald, John, ed., My Years with General Motors, Garden City, NY, USA: Doubleday.
- Sloan, Alfred P. (1941). Adventures of a white collar man. New York: Doubleday, Doran.

## Нагороди
- Медаль Гувера, 1954